# Hitman: Agent 47
Hitman: Agent 47 er en amerikansk actionthrillerfilm fra 2015 instrueret af Aleksander Bach (i sin instruktørdebut) og med et manuskript af Skip Woods (der også skrev den oprindelige Hitman-film fra 2007) og Michael Finch. Den er baseret på Hitman-spilserien, der blev udviklet af IO Interactive, og hovedpersonen den mystiske lejemorder kendt som Agent 47.
Filmens rolleliste består af Rupert Friend, Hannah Ware, Zachary Quinto, Ciarán Hinds, Thomas Kretschmann og Angelababy, og den havde premiere i New York City d. 13. august 2015, og fik sin brede udgivelse i USA d. 21. august. Filmen fik dårlige anmeldelser, værre end filmen fra 2007, der kritiserede både manuskript, skuespillernes præstationer, musikken, de visuelle effekter og manglende relation til kildematerialet.
 Den indspillede alligevel $82,3 mio. mod et budget på $35 mio.

## Medvirkende
- Rupert Friend som Agent 47, en mystisk lejemorder, der arbejder for en tophemmelig organisation kaldet International Contracts Agency (endten kendt som ICA eller blot the Agency) der udfører lejemord over hele verden.[7] Friend also portrays Agent 48.
  - Jesse Hergt som ung Agent 47
- Hannah Ware[8] som Katia, kvinde med forbedrede sanser, der er på flugt og leder efter Litvenko
  - Helena Pieske som ung Katia
- Zachary Quinto[9] som John Smith, højtrangerende medlem af Syndicate International der er blevet kirurgisk forbedret for at kunne måle sig med Agenter som 47
- Ciarán Hinds som Piotr Litvenko, doktor og grundlægger af Agent-programmet og Katias far
  - Johannes Suhm som ung Piotr Litvenko
- Thomas Kretschmann som Le Clerq, formand for Syndicate International,[10] der beskrives sm en international terrororganisation
- Angelababy som Diana, Agent 47's kontaktperson
- Dan Bakkedahl[11] som Sanders, amerikansk diplomat i Berlin
- Jürgen Prochnow som Tobias
- Rolf Kanies som Dr. Delriego
- Jerry Hoffmann som Franco